# Cantón de Craon
El cantón de Craon era una división administrativa francesa, que estaba situada en el departamento de Mayenne y la región de Países del Loira.

## Composición
El cantón estaba formado por trece comunas:
- Athée
- Bouchamps-lès-Craon
- Chérancé
- Craon
- Denazé
- La Boissière
- La Selle-Craonnaise
- Livré-la-Touche
- Mée
- Niafles
- Pommerieux
- Saint-Martin-du-Limet
- Saint-Quentin-les-Anges

## Supresión del cantón de Craon
En aplicación del Decreto n.º 2014-209 de 21 de febrero de 2014, el cantón de Craon fue suprimido el 22 de marzo de 2015 y sus 13 comunas pasaron a formar parte; ocho del nuevo cantón de Château-Gontier y cinco del nuevo cantón de Cossé-le-Vivien.